# Solotoi-Brücke
Die Solotoi-Brücke (russisch Золотой мост) ist eine Schrägseilbrücke in der russischen Stadt Wladiwostok, die das Goldene Horn überspannt und die Stadtteile Stadtmitte und Tschurkina verbindet. Das milliardenteure Bauwerk war nach rund 49 Monaten Bauzeit im Juli 2012 anlässlich des asiatisch-pazifischen Wirtschaftsgipfels eröffnet worden.
Gleichzeitig lief der Bau der über 3 km langen Russki-Brücke über den Östlichen Bosporus, wo die Schlusssektion am 12. April 2012 eingebaut wurde. Die Brücke über das Goldene Horn wurde am 11. August 2012 feierlich geöffnet und durch die Abstimmung im Netz in die Solotoi-Brücke umbenannt.
In der Projektdokumentation waren keine Gehwege für Fußgänger vorgesehen. Es gab auf der Brücke lediglich 75 cm breite Durchgänge für technische Zwecke, deren Nutzung durch Fußgänger äußerst gefährlich war. Seit dem August 2015 ist die Brücke für den Fußgängerverkehr gesperrt.